# 600 Dywizja Piechoty (III Rzesza)
600 Dywizja Piechoty (niem. 600. Infanterie-Division) – jedna z niemieckich dywizji piechoty, utworzona w grudniu 1944 na poligonie w Münsingen (V Okręg Wojskowy) jako pierwsza dywizja Sił Zbrojnych Komitetu Wyzwolenia Narodów Rosji. W jej skład weszli żołnierze pochodzenia rosyjskiego z rozwiązanych batalionów Osttruppen oraz z 29 Dywizji Grenadierów SS i 30 Dywizji Grenadierów SS. Na czele 600. DP stanął płk Bojarski, a następnie gen. mjr Siergiej K. Buniaczenko.

## Historia

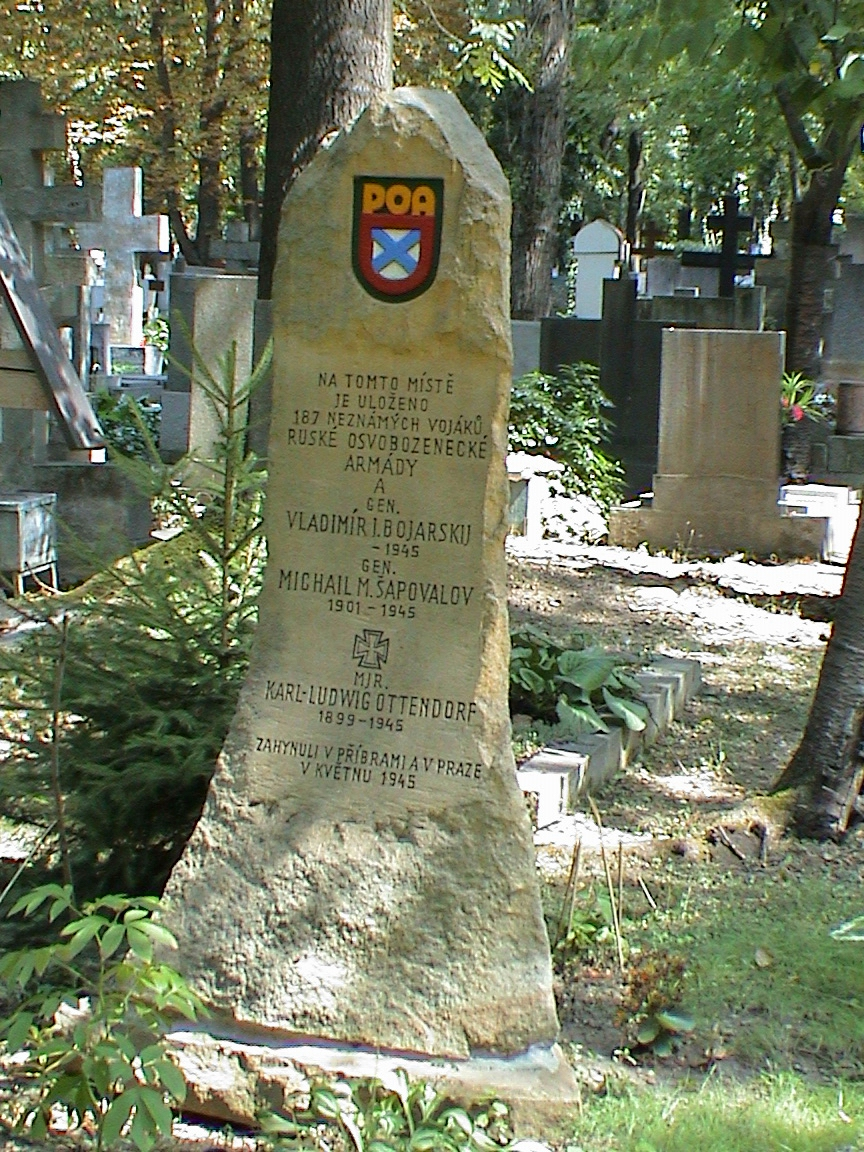
Masowy grób 187 żołnierzy dywizji na cmentarzu olszańskim w Pradze.

Dywizja zakończyła szkolenie wiosną 1945 i została skierowana pod Kostrzyn nad Odrę do likwidacji sowieckiego przyczółka. Tam w połowie kwietnia uczestniczyła bez powodzenia w ciężkich walkach z Armią Czerwoną i 2 Armią Wojska Polskiego (Bitwa pod Budziszynem). Jej dowódca gen. S. K. Buniaczenko podjął wówczas decyzję wycofania się na południe – w kierunku Czech i Austrii, aby poddać się wojskom amerykańskim.
Podczas tego marszu dotarło do Dywizji wezwanie o pomoc, skierowane przez powstańców praskich. W stolicy Czech wybuchło bowiem powstanie narodowe, ale obecność w samym mieście i jego pobliżu silnych jednostek Waffen-SS stanowiła poważne zagrożenie dla słabych sił powstańczych. W walkach z Niemcami w Pradze 5-7 maja 1945 poległo ok. 300 własowców. Ostatecznie dywizja musiała się jednak wycofać, gdyż zdominowani przez komunistów Czesi wycofali swoją prośbę o pomoc w sytuacji zbliżania się oddziałów radzieckich i czeskiego rozejmu z Niemcami.

## Skład
- 1600 pułk artylerii (dowódca ppłk Wasilij Żukowski)
- 1601 pułk grenadierów (dowódca płk Andriej Archipow-Gordiejew)
- 1602 pułk grenadierów (dowódca ppłk Wiaczesław Artiemjew)
- 1603 pułk grenadierów (dowódca ppłk Gieorgij Riabcew)
- jednostki dywizyjne:
  - pułk zapasowy (dowódca ppłk Piotr Maksakow)
  - pułku zaopatrzenia (dowódca ppłk Jakow Gierasimczuk)
  - batalion rozpoznawczy (dowódca mjr Borys Kostienko)
  - dywizjon przeciwpancerny (dowódca kpt Nikonorow)
  - dywizjon przeciwlotniczy (dowódca mjr B. Korolow)
  - batalion saperów (dowódca kpt G. Woskobojnikow)
  - batalion łączności (dowódca por I. Filipczuk)